# Rào cản Weismann

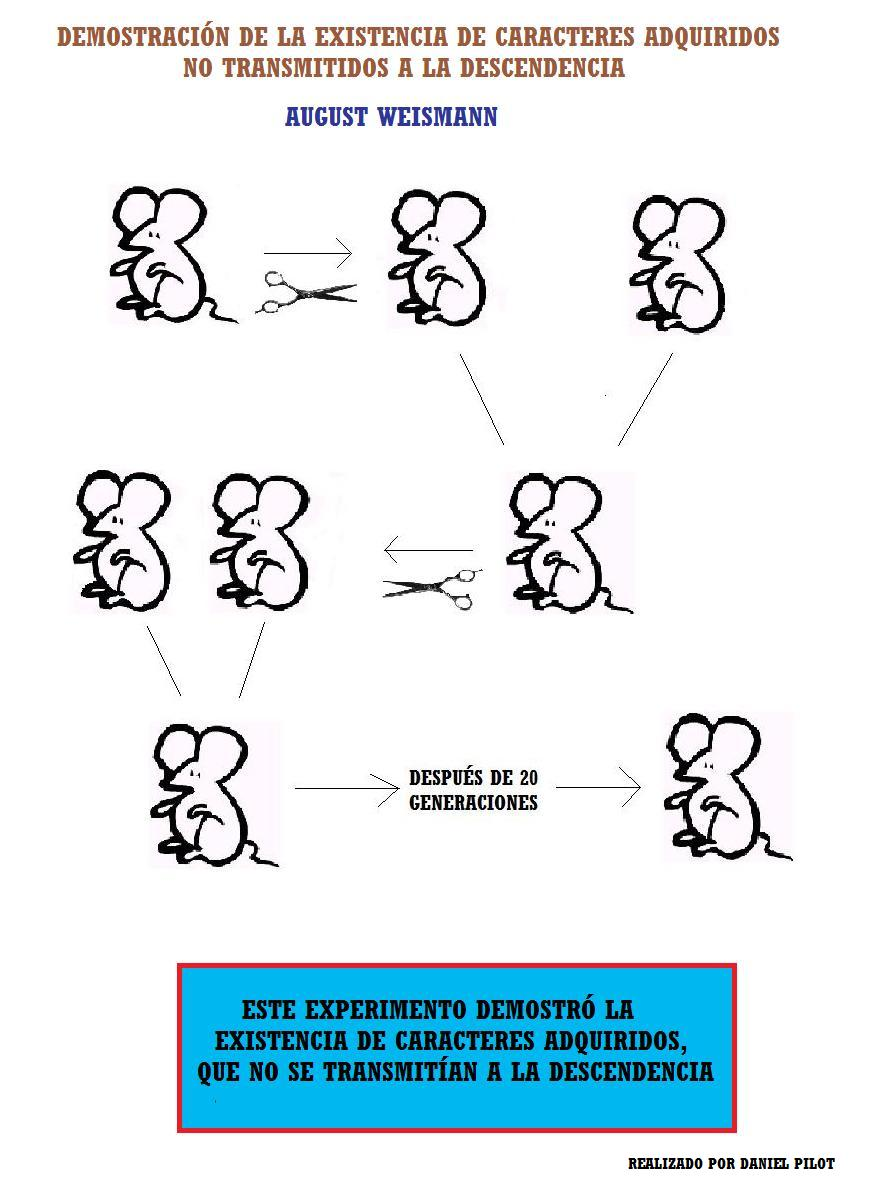
Mô tả thí nghiệm của Weismann cho cắt đuôi 5 thế hệ chuột liên tiếp.

Rào cản Weismann (/ˈwaɪsmən/) là thuật ngữ dùng để chỉ sự khác biệt nghiêm ngặt về khả năng di truyền của tế bào mầm so với tế bào xôma;  trong đó: tế bào mầm có khả năng phát sinh giao tử nên có thể di truyền vật chất mà nó chứa cho thế hệ con cháu, còn tế bào xôma thì không có đặc tính này., , 

## Từ nguyên
Thuật ngữ này dịch từ nguyên gốc tiếng Đức Weismann-Barriere và tiếng Anh Weismann barrier dùng để chỉ một luận điểm quan trọng trong lý thuyết dòng mầm của August Weismann về quá trình di truyền (thời đó gọi là kế thừa), đề xuất từ gần cuối thế kỷ XIX. Đây là quan niệm cổ điển trong sinh học, ra đời trước cả di truyền học (năm 1900 mới phát hiện lại các quy luật Menđen) nhưng lại có tính định hướng quan trọng trong nghiên cứu về di truyền học và lý thuyết tiến hoá sinh học.
Weismann đã đưa ra khái niệm này trong cuốn sách của ông xuất bản năm 1892 đưới nhan đề "Das Keimplasma: eine Theorie der Vererbung" (Dòng mầm: lý thuyết về kế thừa).

## Nội dung

So sánh quan niệm của Lamark và một số nhà khoa học.

- Theo luận điểm này, thì các biến đổi ở tế bào xôma dù có lớn và quan trọng đến đâu với một sinh vật, thì biến đổi đó cũng không thể được đời con kế thừa, trái ngược hẳn với quan niệm của Jean-Baptiste de Lamarck phổ biến đương thời.[4] Quan niệm "thống trị" này của Lamarck cho rằng các biến dị ở động vật do thay đổi tập quán hoạt động cơ quan sẽ được đời sau thừa kế. Sau này, các nhà viết lịch sử sinh học gọi quan niệm này là lý thuyết di truyền tính tập nhiễm.[5] [6]
- Nói cách khác, rào cản Vây-xơ-man cho rằng một biến dị nào đó phát sinh do sinh vật thu được (tức tính tập nhiễm) thì không thể di truyền cho đời sau, nếu biến dị đó chỉ xảy ra ở tế bào xôma. Còn biến dị nào di truyền được cho đời sau, thì biến dị đó đã chứa trong "chất mầm" của tế bào sinh dục, nên vượt qua được chướng ngại này. Do đó, các nhà khoa học đương thời gọi đây là Weismann barrier.

## Vai trò

Sự di truyền chỉ theo đường mũi tên giữa các "mầm" màu hồng.

- Luận điểm "rào cản Weismann" có tầm quan trọng rất lớn trong thời đại tiền di truyền học cổ điển. Trước hết, nó đã loại bỏ một cách hiệu quả quan niệm của những nhà khoa học theo chủ nghĩa Lamac (Lamarckian) đương thời: con hươu cao cổ "của " Lamac không thể truyền  đặc điểm "cổ cao" và "chân dài" mà nó có do luyên tập (tính tập nhiễm) cho đời sau được do những biến đổi này chỉ ở tế bào xôma. Trong một thí nghiệm trường diễn, Weismann đã cho cắt đuôi 901 con chuột và con của chúng trong 5 thế hệ liên tiếp. Nếu các tính tập nhiễm được kế thừa, thì - Weismann lập luận - những con chuột thí nghiệm cuối cùng sẽ phải sinh ra chuột con không có đuôi. Tuy nhiên, như Weismann đã dự đoán, những con chuột cuối cùng bị cắt đuôi vẫn sinh những chuột con có đuôi bình thường. Ông đã sử dụng các kết quả thử nghiệm của mình để đưa ra một lập luận toàn diện chống lại khả năng kế thừa các đặc điểm thu được tức là tính tập nhiễm.[7]
- Rào cản Weismann có tầm quan trọng rất lớn trong thời buổi sơ khai trước và sau khi di truyền học ra đời đại của nó và trong số những ảnh hưởng khác, nó không chỉ loại bỏ các quan niệm sai lầm của thuyết Lamac (Lamarckian), mà còn đặt cơ sở lí thuyết cho sự phát triển sau này của di truyền học, thậm chí đã được gọi là học thuyết Weismann (Weismannism).[8] Theo quan niệm này, vật chất di truyền chỉ được thế hệ sau kế thừa nấu nó ở dòng mầm, tức dòng tế bào sinh dục và di truyền qua sinh sản hữu tính. Quan niệm của  Weismann mặc dù còn mơ hồ, nhưng sau này đã được di truyền học phân tử xác nhận.